# سيديرنو
هي مدينة تقع في مقاطعة ريدجو كالابريا في إيطاليا . هي من أقدم بلدات مقاطعة ريدجو كالابريا , على مستوى مرتفع من سلسلة الجبال الساحلية . تجد القصور التاريخية والمباني القديمة والشوارع الضيقة للغاية. وقد أصبحت الآن مدينة أشباح بسبب انتقال معظم سكانها إلى سيدرنو أكثر حداثة التي هي مدينة جديدة , بسبب عروض المزيد من فرص العمل والخدمات.

## توأمة
لسيديرنو اتفاقيات توأمة مع:
- ساسو ماركوني